# Pilar Barreiro Álvarez
Pilar Álvarez Barreiro (Lugo, 24 november 1955) is een Spaanse politica. Zij is lid van de PP en sinds 17 juni 1995 de eerste vrouwelijke burgemeester van Cartagena en sinds maart 2008 lid van de Congres van Afgevaardigden (Congreso de los Diputados). Voorts is ze sinds maart 2008 de eerste vicevoorzitter van het Fonds van het Romeinse theater van Cartagena.
Zij studeerde Rechten en Business Administration aan het ICADE. Zij startte haar carrière als docent in 1986 aan de "Escuela Universitaria de Graduados Sociales de Cartagena", een opdracht die ze later deelde met die van professor aan de "Escuela de Estudios Empresariales". Voor het ogenblik geeft ze nog cursus aan de UNED.
Sinds 1981 is ze lid van de balie van Cartagena en in 1983 zetelde ze als plaatsvervangend kantonrechter.
Op familiaal vlak is ze gehuwd en heeft ze twee kinderen.
- Biblioteca Nacional de España: XX1768213
- Virtual International Authority File: 313245080
- WorldCat: E39PBJwRVggBrG4CK4XckJfDv3